# Église Saint-Michel de Rhinau
L'église Saint-Michel est située à Rhinau dans le département français du Bas-Rhin en région Grand Est.

## Historique
La ville de Rhinau ayant subi de nombreuses destructions en 1944, y compris l'église, les années cinquante sont consacrées à la reconstruction de la ville. Celle de l'église est entreprise sous la direction de M. Chirot, architecte de Paris. La première pierre est posée le 11 décembre 1955.

## Architecture

### L'entrée
Une gravure représentant l'archange Michel (4 × 2,75 m) surplombe le porche d'entrée. Elle est composée de trois blocs de pierre d'Anstrude (Bierry-les-Belles-Fontaines) : du calcaire dur, homogène et de bonne tenue. La sculpture a été réalisée sur place par Jean Henninger et a pour thème « saint Michel, l'ange de la sérénité, tenant en respect le mal ». Au centre figure le saint enfonçant son épée dans la gueule du dragon. À gauche, deux « justes » élèvent leur regard et leurs mains vers le saint, arbitre du Jugement. À droite, deux autres personnages sont déjà jugés : l'un laisse tomber ses mains désespérément vides tandis que l'autre s'en sert pour cacher son visage.

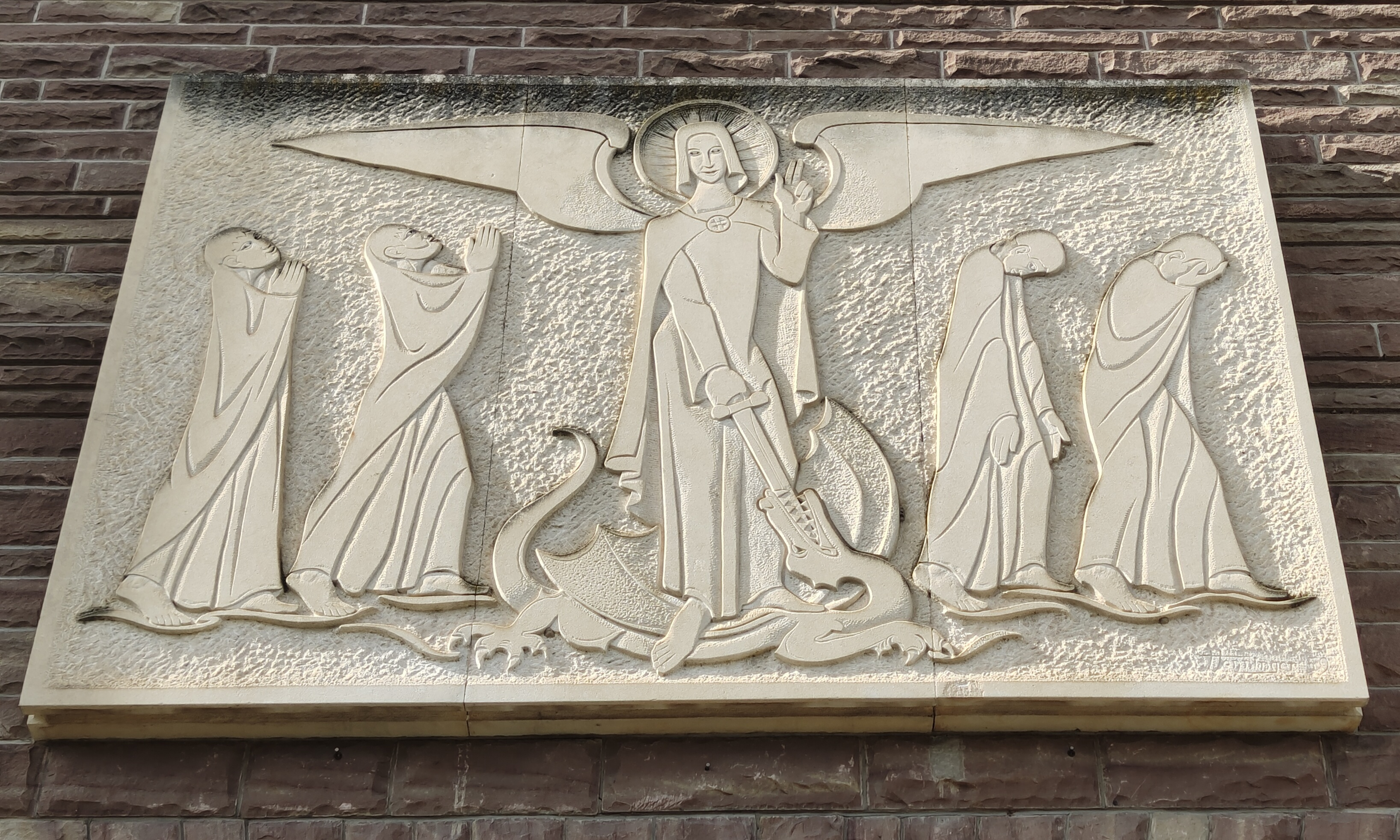

La grande porte de l'église et les deux petites portes attenantes en laiton ont été conçues par Jean Perey. Elles sont constituées par des ossatures en bois recouvertes extérieurement par des feuilles de laiton d'une épaisseur de 0,5 mm formées au marteau. L'intérieur de ces portes est en bois clair. Les revêtements sont des panneaux en pointe de diamant mesurant environ 0,7 × 0,4 m. La grande porte a 3,8 m de haut sur 2,5 m de large avec un entourage de 0,1 m et comporte 30 panneaux cloués sur la carcasse en bois au moyen de clous en laiton à tête ronde. Des couvre-joints en profilés de laiton habillent l'ensemble. Chaque panneau présente en son centre un motif décoratif constitué par un épi de blé ou une feuille de vigne (symbolisant le pain et le vin), tous différents les uns des autres. Une fois patiné, l'ensemble revêt une teinte d'un roux verdâtre. Lors de la consécration de l'église, Mgr Elchinger a frappé si fort la grande porte avec sa crosse que de petits disques sont toujours visibles.

### La pierre angulaire
La pierre angulaire, au coin façade - rue de l'Hôtel de Ville, à quelque deux mètres au dessus du trottoir, a été posée le 11 décembre 1955 comme l'indique l'inscription en latin signifiant "Sur cette pierre posée en l'an de grâce 1955, l'église du bienheureux Michel, Archange, sera construite." Elle a été bénite par Monseigneur Weber, évêque de Strasbourg à l'époque. Du côté de la rue de l'Hôtel de Ville figurent les armes de Rhinau et les noms des trois architectes : Chirot, Kuntz et Schaetzel.
Dans la pierre se trouvent plusieurs éléments : 
- un parchemin calligraphié enfermé dans un tube en cuivre dont le texte est le suivant : "Les fureurs de la guerre 1939-45 sévissant sur le monde, l'église de cette paroisse en fut touchée à son tour. Son clocher s'écroula le 10 décembre 1944. Le 21 décembre, pendant que la population quittait le village en flammes, le reste de l'église fut la proie de l'incendie provoqué par les bombardements. Après dix ans d'attente, les travaux de reconstruction furent entrepris sous les directives des architectes Kuntz, Schaetzel, Chirot et par l'entreprise Dietz d'Obenheim. [...]"
- une caissette contenant quatre plaques en bronze : celles de la pierre angulaire des églises précédentes : 1515, 1540 et 1835 et une nouvelle plaque résumant l'essentiel du parchemin calligraphié.
- différentes pièces d'argent d'époque avec des pièces d'argent qui avaient cours en 1955[3].

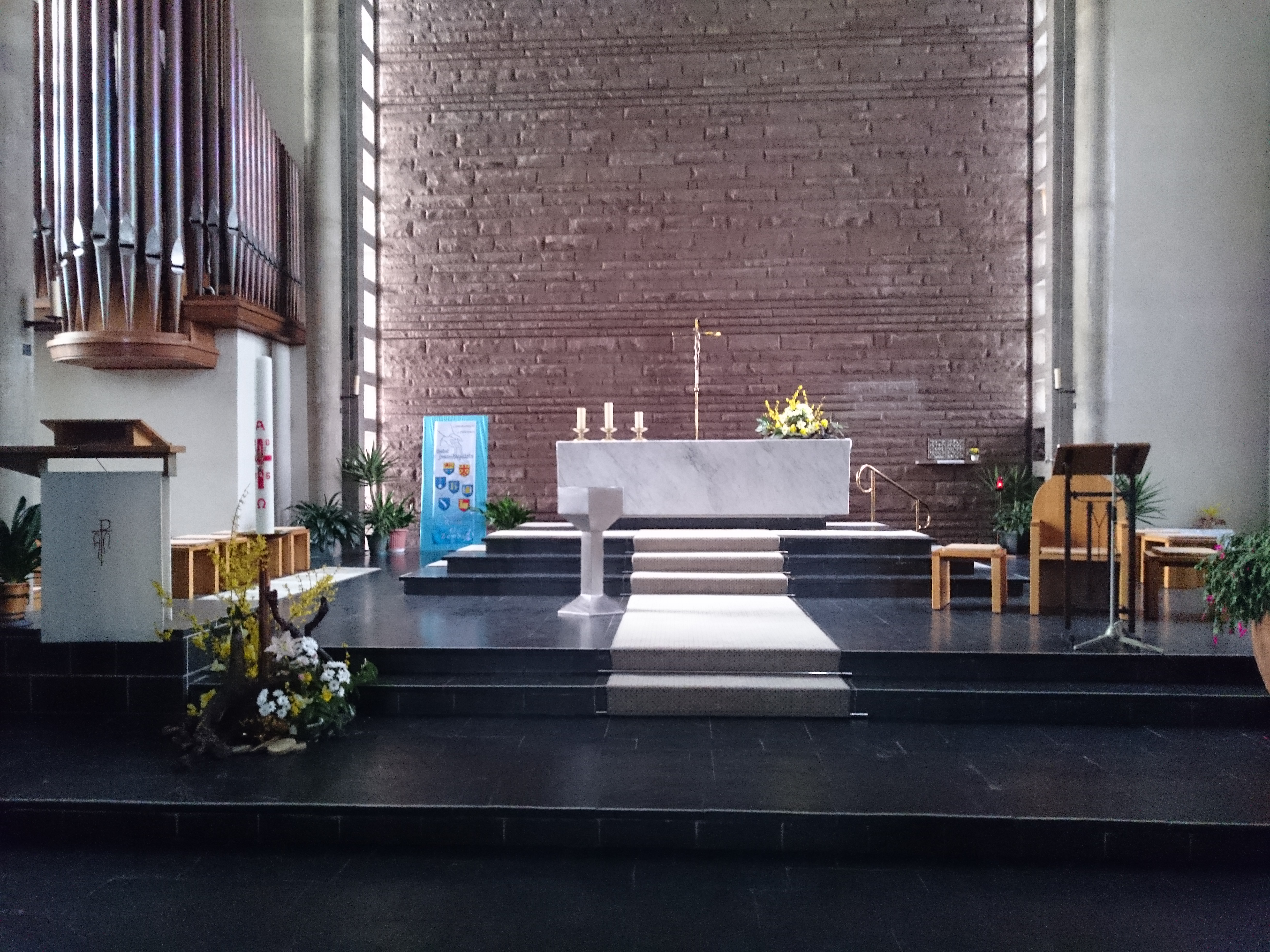
Chœur de l'église.
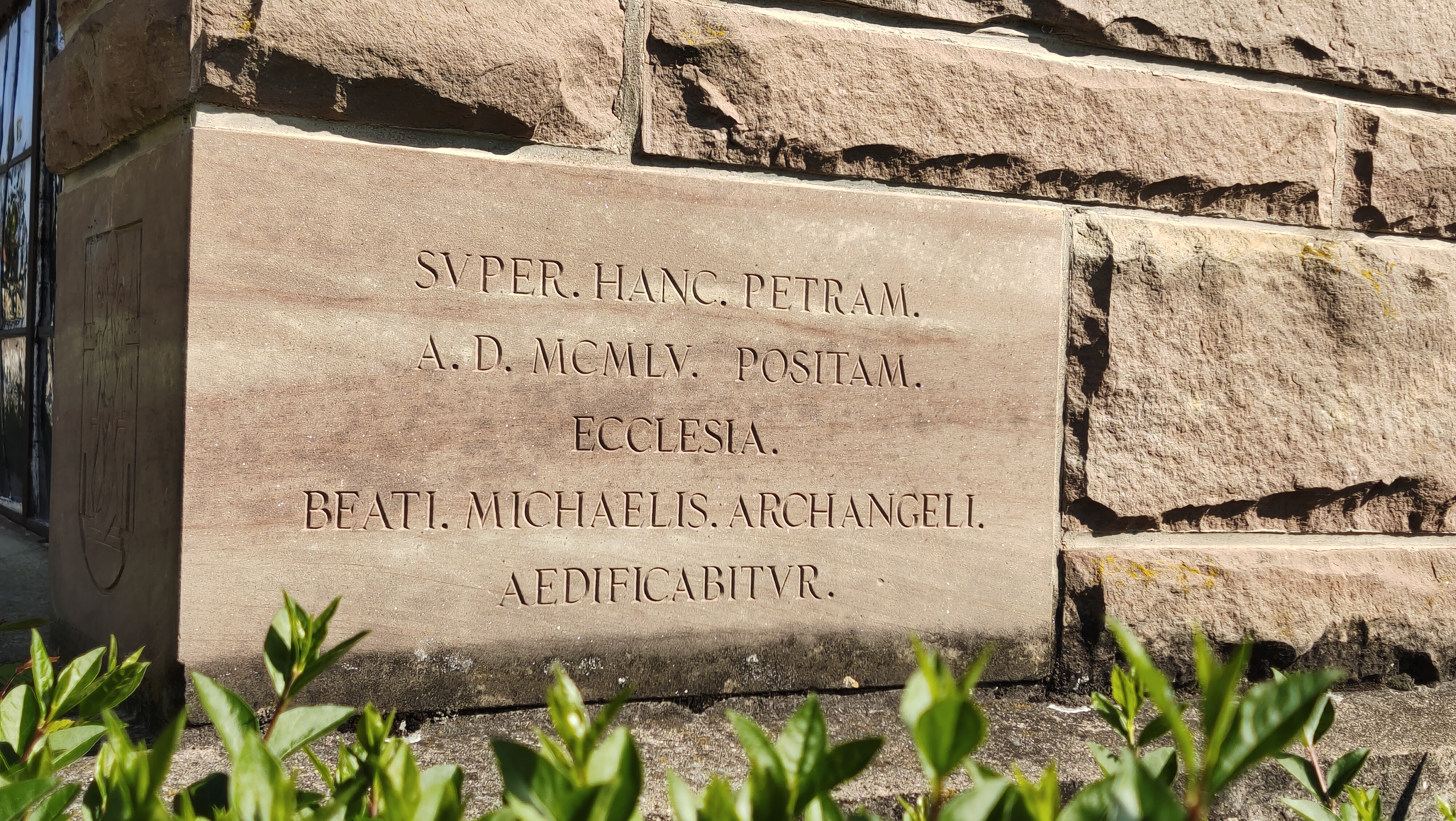
Pierre angulaire de l'église.

## Monument aux morts
À droite de l'édifice actuel, le chœur de l'ancienne église du XVIe a été transformé en monument aux morts de Rhinau. Il fait l'objet d'une inscription au titre des monuments historiques depuis 1935.

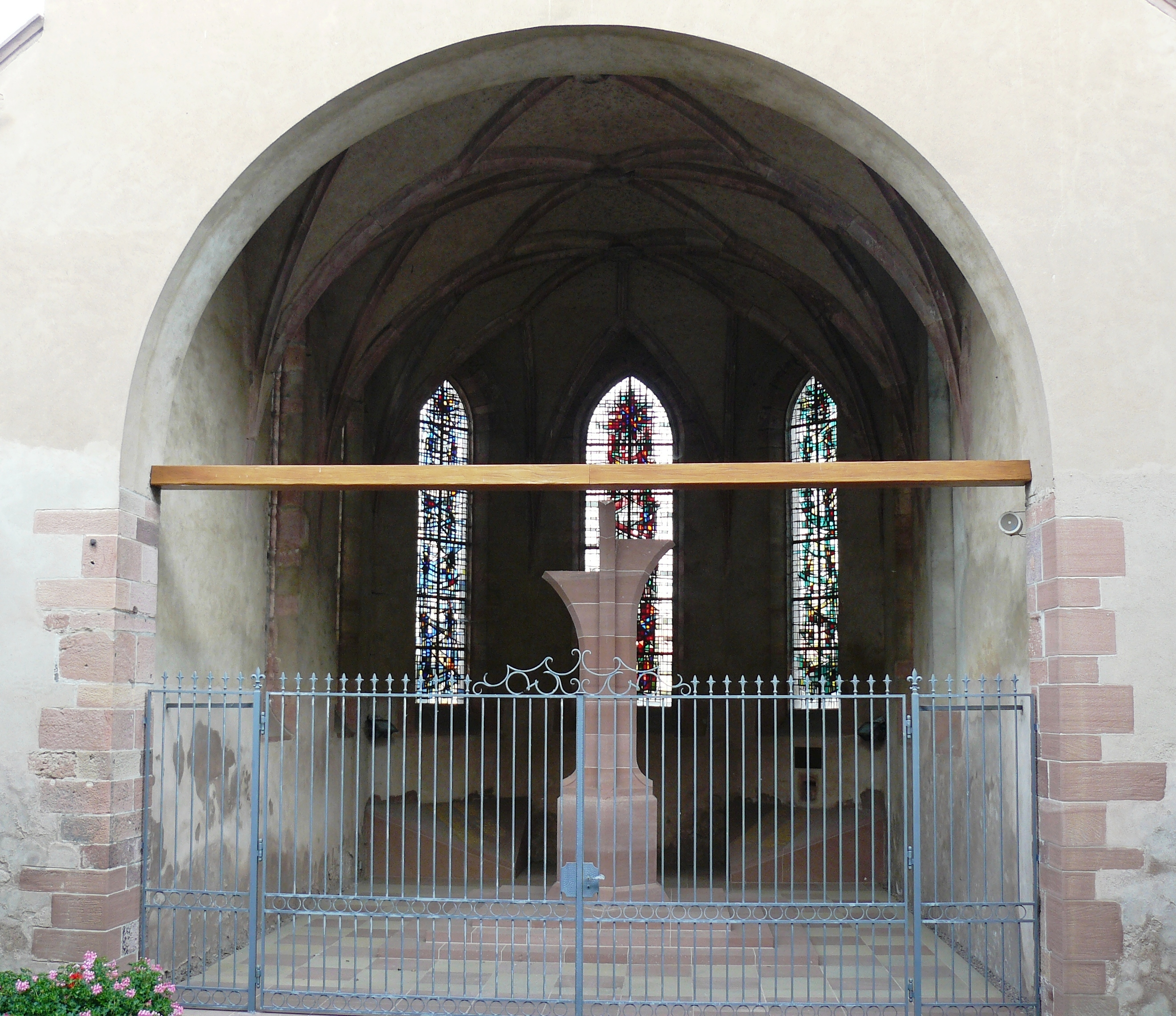
Chœur gothique, vestige de l'ancienne église du xvi^{e} siècle détruite lors des combats de décembre 1944.